# James Cecil, 5. Earl of Salisbury

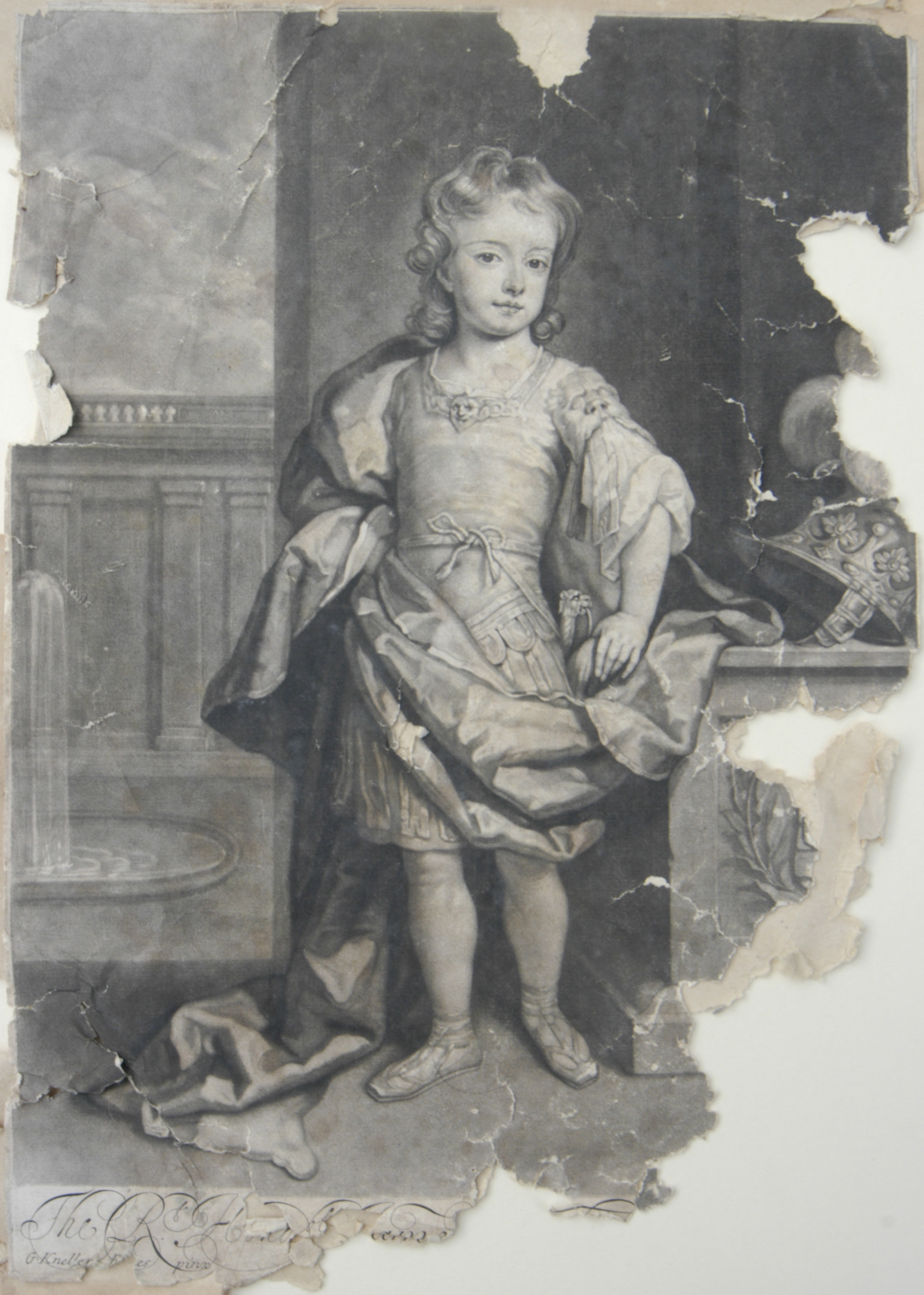
James Cecil als Kind, um 1696

James Cecil, 5. Earl of Salisbury (* 8. Juni 1691; † 9. Oktober 1728) war ein britischer Politiker und Peer.

## Leben
Cecil war das einzige Kind von James Cecil, 4. Earl of Salisbury und Frances Benett, Tochter von Simon Bennet. Er war erst vier Jahre alt, als er beim Tod seines Vaters dessen Adelstitel als Earl of Salisbury, Viscount Cranborne und Baron Cecil erbte. 1707 schloss er sein Studium am Christ Church College der Universität Oxford als Master of Arts ab.
Zwischen 1712 und 1714 war er als Nachfolger von William Cowper, 1. Baron Cowper, Lord Lieutenant von Hertfordshire. Anschließend folgte ihn Cowper wiederum in diesem Amt.
Er heiratete am 12. Februar 1709 Lady Anne Tufton, zweite Tochter und Teilerbin von Thomas Tufton, 6. Earl of Thanet. Mit ihr hatte er sieben Kinder:
- James Cecil, 6. Earl of Salisbury (1713–1780);
- Hon. Thomas Cecil († 1715)
- Hon. William Cecil († 1740)
- Hon. Bennet Cecil († 1721)
- Lady Catherine Cecil (um 1722–1752), ⚭ John Perceval, 2. Earl of Egmont;
- Lady Anne Cecil (um 1728–1752), ⚭ William Strode, MP für Ponsbourne Hall;
- Lady Magaret Cecil († 1752).

Als er 1728 starb, erbte sein ältester Sohn James seine Adelstitel. Seine Witwe starb 1756. Sie gründete um 1732 die nach ihr benannt Countess Anne School in Hatfield.